# Splits flygplats
Splits flygplats (kroatiska: Zračna luka Split), informellt kallad Resnik flygplats, är Kroatiens näst mest trafikerade flygplats. Flygplatsen är belägen utanför staden Kaštela, 6 km från Trogir och 25 km från Splits centrum. Trafiken till och från flygplatsen intensifieras och når kulmen under sommarsäsongen då turister besöker landet.

## Trafik
Från flygplatsen går inrikesflyg till bland annat Zagreb. Utrikesflyg finns till bland annat Stockholm, Göteborg, Köpenhamn, Oslo, Wien, Berlin, München och Paris, i första hand på sommaren.
| Flygbolag                                         | Destinationer |
| ------------------------------------------------- | --- |
| Adria Airways                                     | Seasonal charter: Borlänge, Haugesund, Kristiansand |
| Aeroflot                                          | Säsong: Moskva-Sjeremetevo |
| Air Contractors                                   | Seasonal charter: Cork, Dublin, Knock, Shannon |
| Air Serbia                                        | Säsong: Belgrad |
| Austrian Airlines operated by Tyrolean Airways    | Säsong: Wien |
| British Airways                                   | Säsong: London-Heathrow (börjar 3 May 2015) |
| Croatia Airlines                                  | Frankfurt, München, Rom-Fiumicino, Zagreb Säsong: Aten, Nikola Tesla, Berlin-Tegel, Düsseldorf, Erfurt-Weimar, London-Gatwick, Halmstad, London-Heathrow, Lyon, Osijek, Paris-Charles de Gaulle, Wien-Schwechat, Zürich Seasonal charter: Åre Östersund, Bodø, Cagliari, Erfurt-Weimar, Kristiansund, Luleå, Örnsköldsvik |
| Condor                                            | Säsong: Frankfurt |
| easyJet                                           | Säsong: Amsterdam, Belfast (börjar 20 maj 2015), Berlin-Schönefeld, Bristol, Glasgow-International, Hamburg, London-Gatwick, London-Stansted, Lyon, Milano-Malpensa, Paris-Charles de Gaulle, Paris-Orly (börjar 5 July 2015), Neapel                                                                                     |
| easyJet Switzerland                               | Säsong: Basel-Mulhouse, Genève |
| Edelweiss Air                                     | Säsong: Zürich |
| Enter Air                                         | Säsong charter: Warszawa |
| Eurolot                                           | Säsong: Gdańsk, Kraków-Balice, Warszawa Seasonal charter: Ostrava |
| Europe Airpost                                    | Seasonal charter: Nantes, Paris-Charles de Gaulle |
| European Coastal Airlines                         | Jelsa, Rab, Zagreb |
| Finnair                                           | Säsong: Helsingfors-Vanda (börjar 5 maj) |
| Germania                                          | Seasonal charter: Toulouse |
| Germanwings                                       | Köln-Bonns, Stuttgart Säsong: Berlin-Tegel, Dortmund, Düsseldorf, Hamburg, Hannover-Langenhagen |
| HOP!                                              | Seasonal charter: Lyon |
| Iberia operated by Air Nostrum                    | Säsong: Madrid |
| Jet2.com                                          | Säsong: Edinburgh (börjar 24 maj 2015), Leeds/Bradford, Manchester |
| Jet Time                                          | Seasonal charter: Stockholm Arlanda (börjar 8 maj 2015), Helsingfors-Vanda (börjar 8 May 2015) |
| Lufthansa                                         | Säsong: Frankfurt |
| Lufthansa Regional operated by Lufthansa CityLine | München |
| Meridiana                                         | Seasonal charter: Neapel |
| Mistral Air                                       | Seasonal charter: Bari-Palese, Catania-Fontanarossa, Palermo |
| Norwegian Air Shuttle                             | Säsong: Bergen, Kastrup, Helsingfors-Vanda, London-Gatwick, Oslo-Gardermoen, Stavanger, Stockholm Arlanda, Trondheim |
| Novair                                            | Seasonal charter: Stockholm Arlanda |
| Rossiya Airlines                                  | Säsong: St. Petersburg |
| SmartWings                                        | Säsong: Prag |
| S7 Airlines                                       | Säsong: Domodedovo |
| S7 Airlines operated by Globus                    | Säsong: Domodedovo |
| Scandinavian Airlines                             | Säsong: Ålborgs, Ålesund, Bergen, Billund, Kastrup, Göteborg, Helsingfors-Vanda, Kristiansand, Oslo-Gardermoen, Stavanger, Stockholm Arlanda, Trondheim |
| Sky Work Airlines                                 | Säsong: Bern |
| SunExpress Deutschland                            | Säsong: Leipzig (från maj 2015) |
| Thomson Airways                                   | Säsong: London-Gatwick (börjar 1 maj 2015), Manchester (börjar 1 maj 2015) |
| Trade Air operated by Budapest Aircraft Service   | Säsong: Dubrovnik, Rijeka |
| Transavia                                         | Säsong: Rotterdam |
| Transavia France                                  | Säsong: Paris-Orly Seasonal charter: Lille-Lesquin |
| Travel Service Polska                             | Seasonal charter: Warszawa |
| Ukraine International Airlines                    | Säsong: Kiev-Boryspil Seasonal charter: Lviv |
| UTair Aviation operated by UTair-Ukraine          | Seasonal charter: Lviv |
| Volotea                                           | Säsong: Nantes, Venice-Marco Polo |
| Vueling                                           | Säsong: Barcelona, Florens, Rom-Fiumicino |
| Windrose Airlines                                 | Säsong: Kiev-Boryspil |
| Wings of Lebanon                                  | Seasonal Charter: Beirut |
| Wizz Air                                          | Säsong: London-Luton |
| XL Airways France                                 | Säsong: Paris-Charles de Gaulle |
| Yamal Airlines                                    | Seasonal charter: Domodedovo |

## Förbindelser till Split
Vid flygplatsens entréer finns flygbussar men även stadsbussar med regelbundna och täta avgångar till och från Split. Slutdestination för flygbussarna är färjeläget i centrala Split. Resan tar cirka 30-45 minuter. Utanför flygplatsentrén står även taxibilar. Taxitransport är ett dyrare men i regel snabbare sätt att ta sig till Split. 